# Општина Николаје Балческу (Бакау)
Николаје Балческу (рум. Nicolae Bălcescu) општина је у Румунији у округу Бакау.
Oпштина се налази на надморској висини од 213 m.